# Борисовка (Приморский край)
Бори́совка — крупное село в УГО, Приморского края, расположено в 9 км к западу от Уссурийска и в 6 км к югу от крупного села Новоникольск. Борисовка четвёртый по численности населения населённый пункт УГО, после самого города и сёл Воздвиженка и Новоникольск. Является центром Борисовской территории, в которую также входят ДЭУ-196, село Кугуки и село Борисовский Мост.

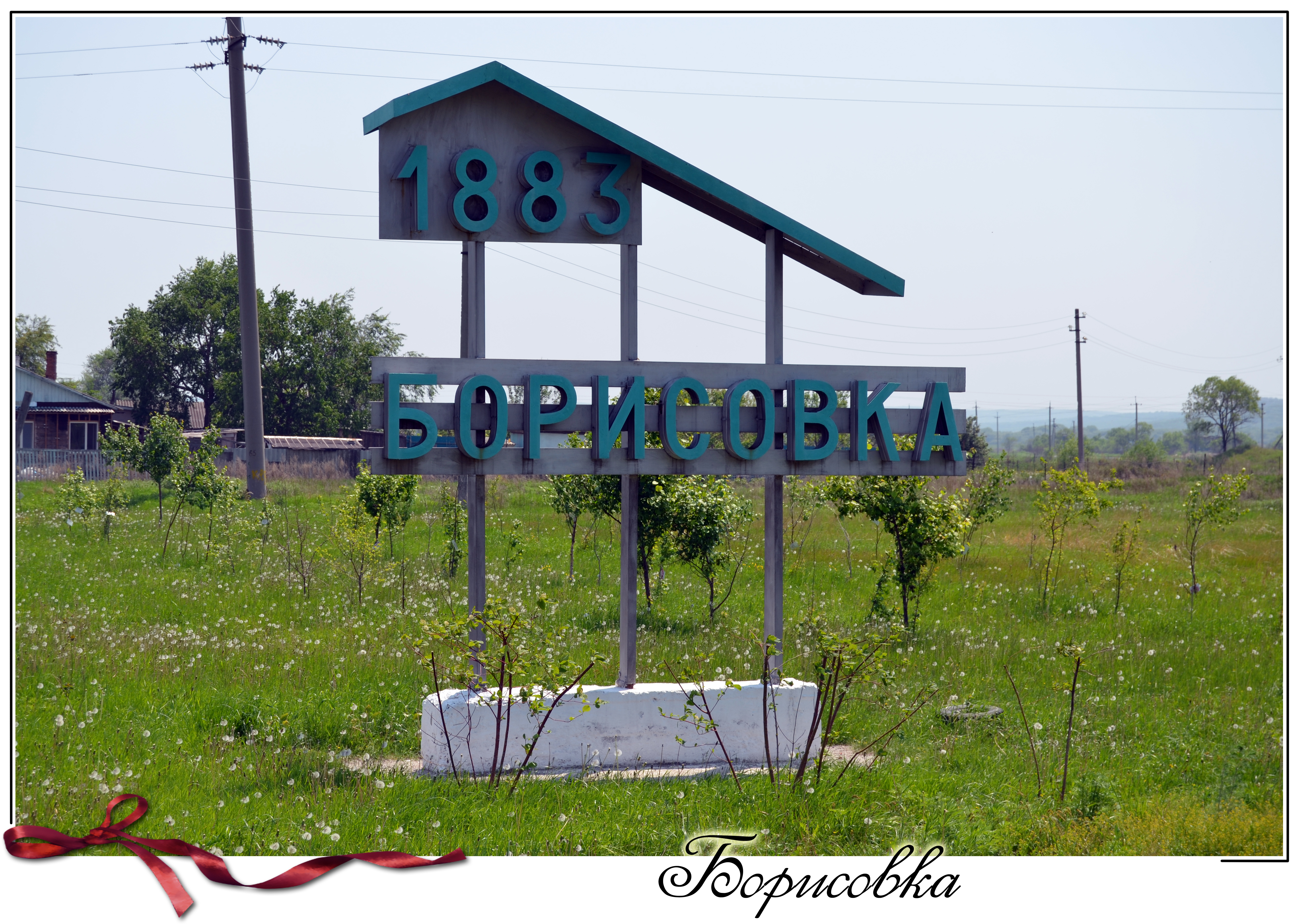
Въезд в Борисовку

## История
Борисовка основана в 1883 году на берегу одноимённой реки близ реки Раздольной. Через два года в посёлке были основаны церковно-приходская школа и церковь. Борисовка быстро развивалась и росла как сельскохозяйственный посёлок. В 1912 году его население достигало 721 человек. После революции село продолжило развиваться.
В годы существования Уссурийской области село было райцентром Центрального района.
В 1960-х годах в селе развернулось строительство, были построены жилые дома и сооружения культуры.
В это же время был основан колхоз «Борисовский». В постсоветское время село продолжило своё развитие, несмотря на региональную депопуляцию, и опирается на свиноводческий сектор сельского хозяйства.

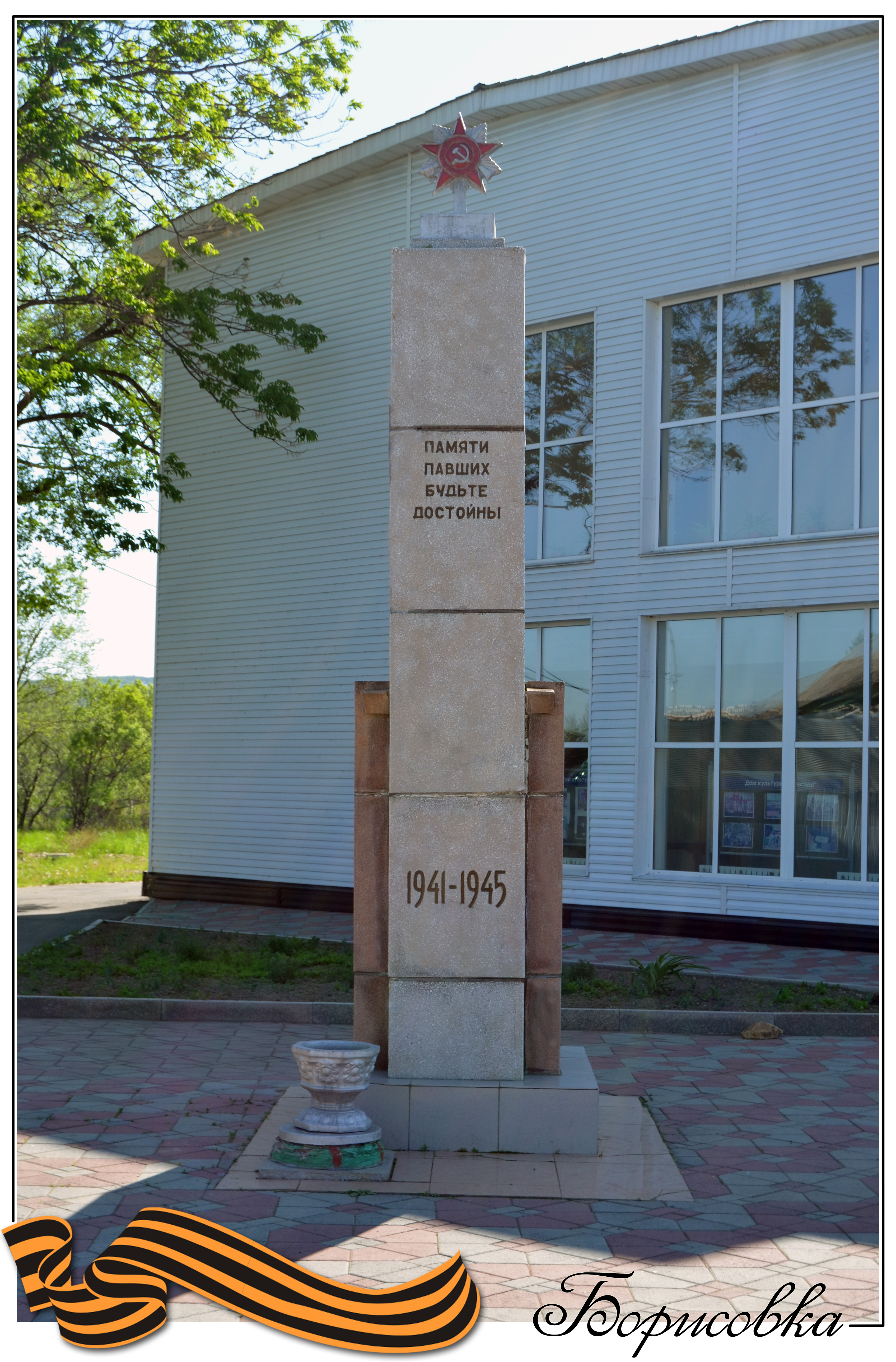
Памятник односельчанам, погибшим в годы Великой Отечественной войны 1941—1945.

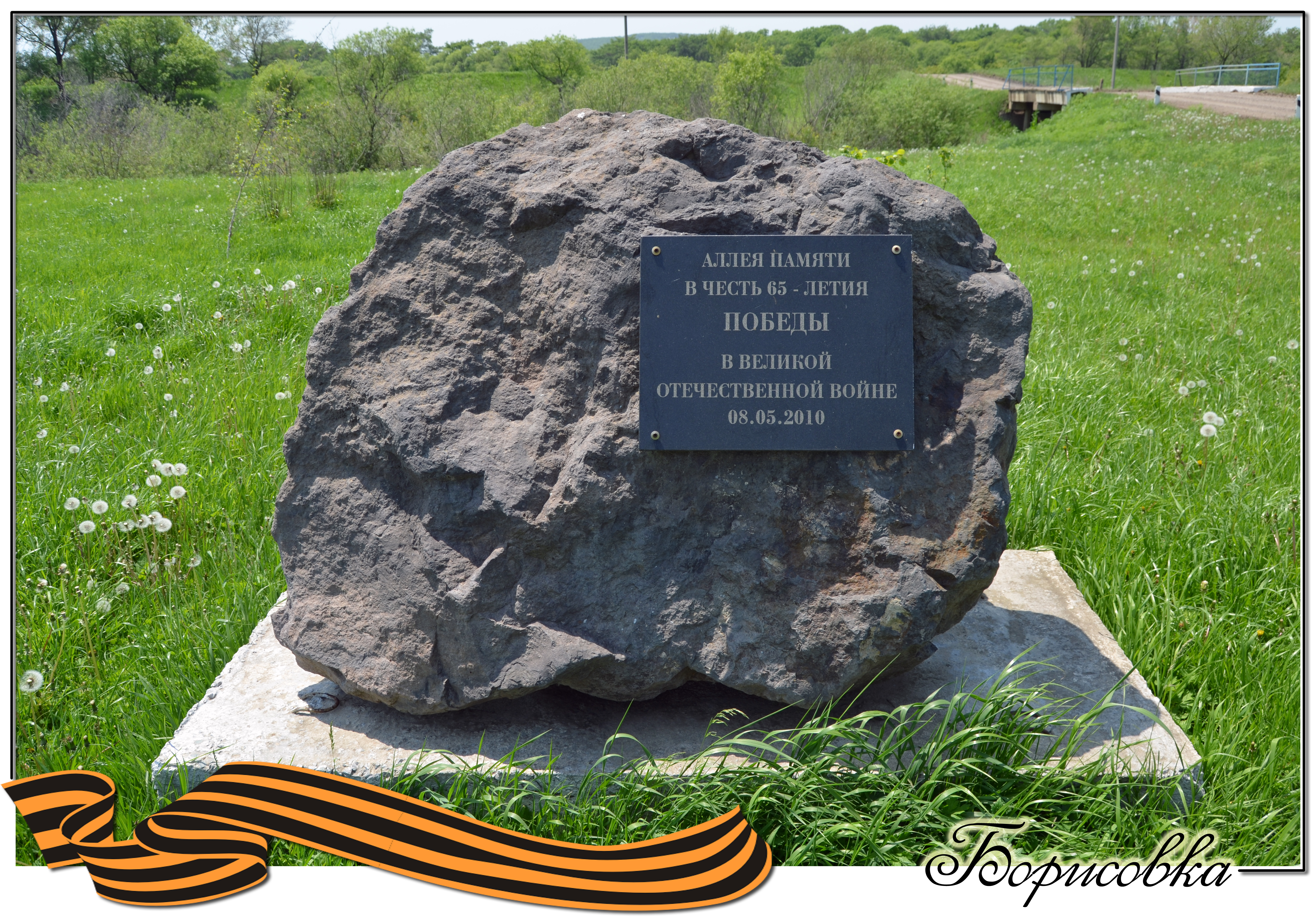
Аллея памяти на окраине села.

## Население
| 1883  | 1886  | 1891  | 1894  | 1900  | 1910 | 1912 |
| ----- | ----- | ----- | ----- | ----- | ---- | ---- |
| 134   | ↗144  | ↗267  | ↗289  | ↗485  | ↗672 | ↗721 |
| 1915  | 1939  | 2002  | 2010  | 2021  |      |      |
| ↗1015 | ↗1127 | ↗2151 | ↗2396 | ↗2472 |      |      |